# SWAN彗星 (C/2002 O6)
スワン彗星（すわんすいせい、Comet SWAN、C/2002 O6）は、2002年に人工衛星が撮影した画像から発見された彗星のひとつ。

## 発見
2002年7月31日（JST）、栃木県宇都宮市のアマチュア天文家鈴木雅之は、太陽観測衛星SOHOに搭載されたSWANカメラ（太陽風観測カメラ）が撮影した同年7月25日と27日（UT）の画像から移動天体を発見した。それ以前の画像にも写っていたことから、9等級の新彗星としてその存在を天文電報中央局に報告した。
SWANの画像は位置が荒いことから確認は難航したが、アメリカ・ニューメキシコ州の彗星観測家アラン・ヘールによって9.5等級で眼視確認された。

### エピソード
SWAN画像からの新彗星の発見はこの以前に2個（C/1997 K5、C/2000 S5）あったが、いずれも約2年前の過去画像からの発見で、リアルタイムの発見は初めてであった。鈴木はC/2000 S5の発見を知り、独自に位置を算出できるソフトウェアを作成した。間もなくして当時出現していたヘーニッヒ彗星 (C/2002 O4)を確認する際に新彗星に気づいた。
当時、太陽近傍を撮影したSOHOのLASCO画像からの彗星発見は約500個あったが、全天を撮影したSWAN画像上から発見された彗星が地上で確認された前例がなく、彗星の名称決定までに2週間以上要した。「SWAN」名が付けられた初めての彗星であった。
この彗星の発見後「コメットハンター」たちは、LASCO画像だけでなくSWAN画像からの彗星発見も目指すようになった。

## 出現
SWAN画像からは、発見前イメージが2002年7月16日、18日、20日UTから検出されている。地上からは、前述の通り8月1日（UT）にエリダヌス座で確認観測された後、8月中旬には東の低空で尾を伴う5～6等級の彗星に成長し、オリオン座、ふたご座、やまねこ座を移動する様子が観測された。
近日点通過は同年9月9日であったが、8月下旬以降は拡散して急減光し、位置観測は8月31日まで、観測自体も9月下旬を最後に途絶えた。